# Cicindela campestris
La cicindela campestre (Cicindela campestris) és una espècie de coleòpter de la família Carabidae, subfamília Cicindelinae. Té una longitud de 12 a 15 mil·límetres. Freqüent en els camins de boscos, en els llindars i en les superfícies arenoses. Comença a volar en primavera però no arribar a cobrir grans distàncies per l'aire. És un depredador voraç que s'alimenta de qualsevol altre insecte, perseguint-los activament. Pot desplaçar-se a una velocitat de fins a 60cm per segon. Les larves també són depredadores; els pendents de fang i llot practiquen un orifici de diversos centímetres en l'entrada dels quals esperen a les seves preses.